# Kofiau
Kofiau är en ö i Indonesien.   Den ligger i provinsen Papua Barat, i den östra delen av landet, 2 600 km öster om huvudstaden Jakarta. Arean är 148 kvadratkilometer.
Terrängen på Kofiau är platt. Öns högsta punkt är 254 meter över havet. Den sträcker sig 11,9 kilometer i nord-sydlig riktning, och 27,5 kilometer i öst-västlig riktning.